# 청암리토성
청암리토성(淸巖里土城)은 조선민주주의인민공화국의 국보 제9호로, 평양시에 있는 토성이다.
대성산성과 평양성의 중간 지점에 위치해있으며, 고구려 때의 성으로 낙랑군을 몰아낸 이후 장수왕이 평양으로 수도를 옮겼을 때의 해당 성으로 추정되고 있다.